# Perry (Iowa)
Perry – miasto w Stanach Zjednoczonych, w stanie Iowa, w hrabstwie Dallas. W 2000 liczyło 7633 mieszkańców.